# Family Circle Cup 1976
Family Circle Cup 1976 — жіночий тенісний турнір, що проходив на відкритих кортах з ґрунтовим покриттям на острові Амелія (США). Проходив у рамках Туру WTA 1976. Турнір відбувся вчетверте і тривав з 28 березня до 2 квітня 1976 року. Перша сіяна Кріс Еверт здобула титул в одиночному розряді, свій третій підряд на цих змаганнях, й отримала за це 25 тис. доларів США.

## Фінальна частина

### Одиночний розряд
Кріс Еверт —  Керрі Рід 6–2, 6–2
- Для Еверт це був 6-й титул в одиночному розряді за сезон і 61-й — за кар'єру.

### Парний розряд
Ілана Клосс /  Лінкі Бошофф —  Кеті Кюйкендалл /  Валері Зігенфусс 6–3, 6–2